# Federació Internacional de Tennis
La Federació Internacional de Tennis (ITF) és la federació esportiva que governa el tennis, el tennis en cadira de rodes i el tennis platja. Fou fundada el 1913 amb el nom de Federació Internacional de Tennis Sobre Gespa per una dotzena de federacions nacionals. El 2016 hi estaven afiliades 211 federacions nacionals de tennis i sis federacions regionals. Organitza la Copa Davis i la Copa Fed.